# Tove Lo
Ebba Tove Elsa Nilsson (n. 29 octombrie 1987, Viken church parish⁠(d), Malmöhus⁠(d), Suedia), cunoscută mai bine după numele de scenă Tove Lo, este o cântăreață și compozitoare din Stockholm, Suedia. Ea a devenit cunoscută internațional în 2013 prin single-ul său "Habits (Stay High)", iar mai apoi a atins un succes mainstream cu remixul piesei, rezlizat de producătorii hip hop Hippie Sabotage, intitulat "Stay High". EP-ul său de debut, Truth Serum, a fost lansat în martie 2014, iar albumul de debut, Queen of the Clouds, a fost lansat pe 30 septembrie în SUA, Europa, Asia și Oceania prin casa de discuri Island Records. Tove Lo a scris piese pentru numeroși artiști, cum ar fi The Saturdays, Icona Pop, Girls Aloud și Cher Lloyd.

## Discografie
- Queen of the Clouds (2014)
- Lady Wood (2016)
- Blue Lips (2017)
- Sunshine Kitty (2019)
- Dirt Femme (2022)